# Faustverleihung 2025
Die Faustverleihung 2025, die 20. Verleihung des Deutschen Theaterpreises Der Faust, soll am 15. November 2025 im Theaterhaus Stuttgart stattfinden. Die Nominierungen wurden am 23. Juni 2025 bekanntgegeben.

## Preisträger und Nominierte
Regie Schauspiel
- Emre Akal – Animal Farm – Staatstheater Hannover
- Sebastian Hartmann – Eines langen Tages Reise in die Nacht – Staatsschauspiel Dresden
- Jana Vetten – Nora – Theater und Orchester Heidelberg

Darsteller Schauspiel
- Shirin Eissa –  Waltraut in Solange wir leben – Theater Bremen
- Milan Peschel – Der Schnittchenkauf – Volksbühne am Rosa-Luxemburg-Platz Berlin
- Thomas Schmauser – Hendrik Höfgen in Mephisto – Münchner Kammerspiele

Regie Musiktheater
- David Bösch – Der Kreidekreis – Deutsche Oper am Rhein Düsseldorf/Duisburg
- Dennis Krauß – Sleepless – Die Theater Chemnitz
- Elisabeth Stöppler – Innocence – Musiktheater im Revier Gelsenkirchen

Darsteller:in Musiktheater
- Joachim Goltz – Sixtus Beckmesser in Die Meistersinger von Nürnberg – Theater Bonn
- Oleksiy Palchykov – Catullus/Sposo in Trionfi – Staatsoper Hamburg
- Bettina Ranch – Kundry in Parsifal – Aalto-Musiktheater Essen

Choreographie
- Vierteiliger Abend Next Generation mit Paradeigma von Lucia Giarratana, Ephemerus von Ana Isabel Casquilho, Word von Adson Lipaus Zocca und Vier Lieder von Andris Plucis – Landestheater Eisenach
- William Forsythe – Blake Works V (The Barre Project) – Staatsballett Hamburg
- Kristel van Issum – Winterwende – Staatstheater Kassel

Darsteller:in Tanz
- Ensemble Tanz Harz – Da Vincis Magie – Harztheater Halberstadt
- Leroy Mokgatle – Puck in Ein Sommernachtstraum – Staatsballett Berlin
- Long Zou – Invocation – Deutsche Oper am Rhein Düsseldorf/Duisburg

Raum
- Valentin Baumeister – Liliom – Staatstheater Kassel
- Nikola Knežević – Sancta – Produktion von Florentina Holzinger/Spirit, neon lobster, dem Mecklenburgischen Staatstheater und der Staatsoper Stuttgart
- Annika Lu – Die Schattenpräsidentinnen – Nationaltheater Mannheim

Kostüm
- Martin Miotk – proteus 2481 – Münchner Kammerspiele
- Korbinian Schmidt – Sonne / Luft – Schauspiel Stuttgart
- Nico Zielke – The Legend of Georgia McBride – ETA Hoffmann Theater Bamberg

Regie Theater für junges Publikum
- Alicia Geugelin – Dollhouse – Staatsoper Hamburg
- Juli Mahid Carly – Vier Piloten – Schauspielhaus Bochum
- Ceren Oran – Gute Wut – Schauburg München

Darsteller:in Theater für junges Publikum
- Gareth Charles – Winston Smith in 1984 – Theaterkohlenpott Herne
- Homa Faghiri – Fatima in Die jüngste Tochter – Theater an der Parkaue Berlin
- Sofiia Stasiv – Sofiia in MOBB – Theater der Jungen Welt Leipzig

Genrespringer
- Kevin Barz (Regie & Konzept) und Paul Brody (Komposition) für Paradise Found - Wo ist dein Paradies? Episoden 1 und 2 – Badisches Staatstheater Karlsruhe
- Kathi Kraft, Toni Minge, Luzia Oppermann und Caspar Weimann – Myke – onlinetheater.live koproduziert von HAU Hebbel am Ufer, FFT Düsseldorf und Kleintheater Luzern
- Frederic Lilje und Larissa Probst – Büro für angemessene Reaktionen – Junges Ensemble Stuttgart

Medien
- Voxi Bärenklau, Stefano Di Buduo, Andrea Familari, Max Hammel, Michael Klein, Arne Körner, Julius Pösselt, Max Schweder, Mario Simon, Jan Isaak Voges, Robi Voigt (Digital Artists) für RCE #RemoteCodeExecution – Berliner Ensemble
- Félix Fradet-Faguy (Video) und Stefan Pinkernell (Sound) – Glaube, Geld, Krieg und Liebe – Schaubühne Berlin
- Georg Werner und Markus Schubert – Every Heart is Built Around a Memory – Uckermärkische Bühnen Schwedt

Lebenswerk
noch nicht bekanntgegeben